# Çağlar Söyüncü
Çağlar Söyüncü, född 23 maj 1996 i Izmir, är en turkisk fotbollsspelare som spelar för Fenerbahçe. Han representerar även Turkiets landslag.

## Klubbkarriär
Den 9 augusti 2018 värvades Söyüncü av Leicester City, där han skrev på ett femårskontrakt.
Den 5 juli 2023 värvades Söyüncü av Atlético Madrid, där han skrev på ett fyraårskontrakt. Den 29 januari 2024 lånades Söyüncü ut till Fenerbahçe på ett låneavtal över resten av säsongen 2023/2024. Den 1 juli 2024 blev han klar för en permanent övergång till Fenerbahçe och skrev på ett treårskontrakt med option på ytterligare ett år med klubben.